# Simpson (Unternehmen)

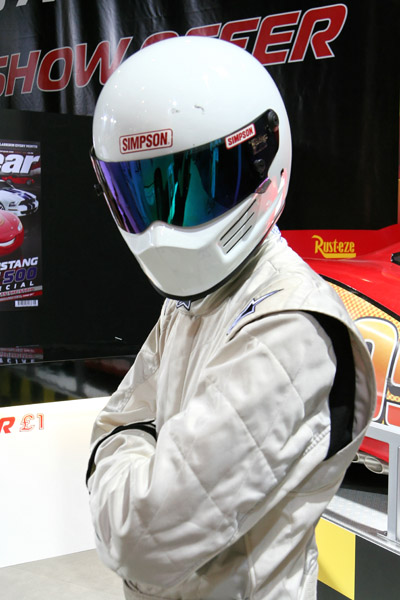
The Stig mit einem Simpson-Helm (2006)

Simpson Helmets ist ein US-amerikanischer Hersteller von Helmen sowohl für Motorräder als auch für den Motorrennsport. Das Unternehmen wurde 1959 in den USA gegründet.
Simpson gehört heute zu den führenden Ausstattern im Motorradrennsport, im Autorennsport bis hin zur Formel 1. Der Simpson X-Bandit Pro und der Simpson Rally Pro erfüllen die FIA-Bedingungen im Formel-1-Sport.

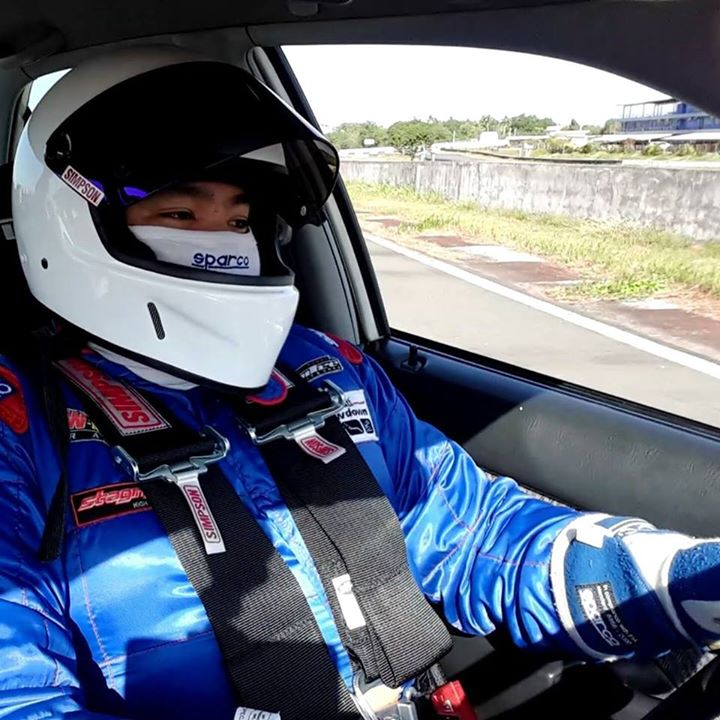
Rennfahrer Paolo Lofamia mit einem Simpson-Helm
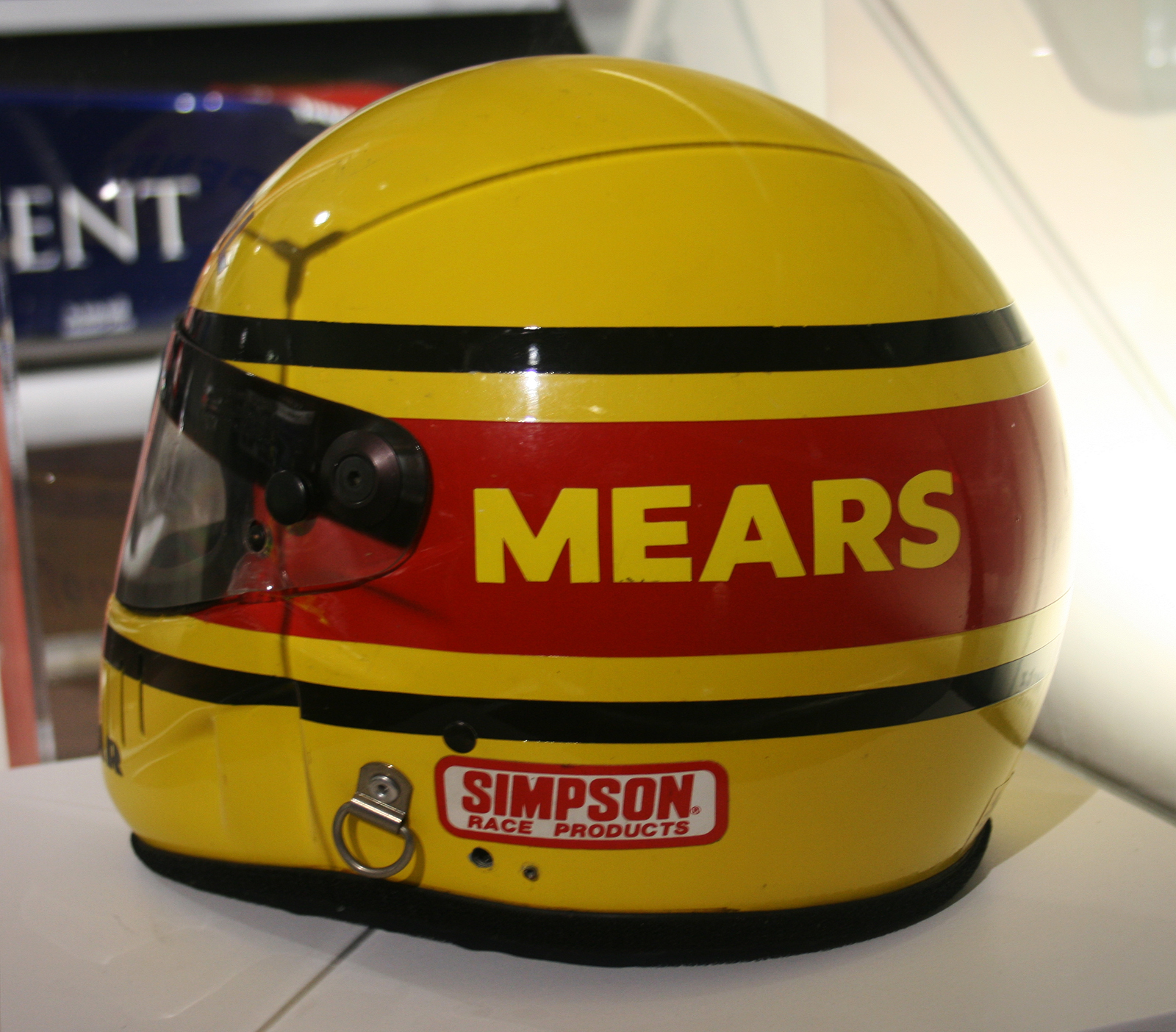
Simpson-Helm als Ausstellungsstück